# Knautia drymeia
Knautia drymeia är en tvåhjärtbladig växtart. Knautia drymeia ingår i släktet åkerväddar, och familjen Dipsacaceae.

## Underarter
Arten delas in i följande underarter:
- K. d. centrifrons
- K. d. drymeia
- K. d. intermedia
- K. d. nympharum
- K. d. tergestina